# Етрпиње
Етрпиње (фр. Etrepigney) насеље је и општина у источној Француској у региону Франш-Конте, у департману Јура која припада префектури Доле.
По подацима из 2011. године у општини је живело 420 становника, а густина насељености је износила 26,92 становника/km². Општина се простире на површини од 15,6 km². Налази се на средњој надморској висини од 215 метара (максималној 262 m, а минималној 207 m).

## Демографија
| 1962. | 1968. | 1975. | 1982. | 1990. | 1999. | 2011. |
| ----- | ----- | ----- | ----- | ----- | ----- | ----- |
| 262   | 279   | 252   | 297   | 321   | 357   | 420   |

График промене броја становника у току последњих година